# Línea T10 (Tranvía de París)
La Línea T10 de tranvía es una línea de la red de Tranvía de Île de France, que une la estación de La Croix de Berny, de la Línea RER B, estación terminal del Trans-Val-de-Marne (TVM), con Clamart - Jardin Parisien. Permite abrir el sur de Altos del Sena, más bien pobre en cuanto al transporte público comparado al resto del departamento, y dar servicio a zonas de gran actividad y con numerosos empleados, como el parque de actividades de Plessis-Clamart, así como a diversos equipamientos educativos y de investigación y zonas con alta densidad de población.
La puesta en funcionamiento de esta línea se realizó en junio de 2023.

## Trazado y estaciones
|  |   |  | estaciones         | Lat/Long                                   | zona | municipio                | correspondencia |
|  | - |  | ------------------ | ------------------------------------------ | ---- | ------------------------ | --------------- |
|  | o |  | La Croix de Berny  | 48°45′47″N 2°18′18″E / 48.763003, 2.30495  | 3    | Antony                   |                 |
|  | o |  | La Vallée          | 48°45′41″N 2°17′50″E / 48.761394, 2.297215 | 3    | Antony                   |                 |
|  | o |  | Petit-Châtenay     | 48°45′41″N 2°17′27″E / 48.761366, 2.290971 | 3    | Antony, Châtenay-Malabry |                 |
|  | o |  | Théâtre La Piscine | 48°45′46″N 2°16′48″E / 48.76283, 2.279919  | 3    | Châtenay-Malabry         |                 |
|  | o |  | Les Peintres       | 48°45′50″N 2°16′19″E / 48.763898, 2.271917 | 3    | Châtenay-Malabry         |                 |
|  | o |  | Cité-Jardin        | 48°45′56″N 2°15′37″E / 48.765503, 2.260367 | 3    | Châtenay-Malabry         |                 |
|  | o |  | Vallée aux Loups   | 48°46′05″N 2°15′07″E / 48.768014, 2.251972 | 3    | Châtenay-Malabry         |                 |
|  | o |  | Malabry            | 48°46′23″N 2°14′57″E / 48.773126, 2.249288 | 3    | Le Plessis-Robinson      |                 |
|  | o |  | Noveos             | 48°46′39″N 2°15′01″E / 48.777404, 2.250264 | 3    | Le Plessis-Robinson      |                 |
|  | o |  | Parc des Sports    | 48°46′46″N 2°15′06″E / 48.779507, 2.251687 | 3    | Le Plessis-Robinson      |                 |
|  | o |  | Le Hameau          | 48°46′56″N 2°15′11″E / 48.782169, 2.253077 | 3    | Le Plessis-Robinson      |                 |
|  | o |  | Hôpital Béclère    | 48°47′17″N 2°15′11″E / 48.788135, 2.253009 | 3    | Clamart                  |                 |
|  | o |  | Jardin Parisien    | 48°47′30″N 2°15′09″E / 48.79174, 2.252498  | 3    | Clamart                  |                 |